# فلیکس گیسلر
فلیکس گیسلر (انگلیسی: Felix Geisler؛ زادهٔ ۲۰ مارس ۱۹۹۷) بازیکن فوتبال اهل آلمان است.
از باشگاه‌هایی که در آن بازی کرده‌است می‌توان به باشگاه فوتبال انرژی کوتبوس اشاره کرد.